# Panamericana (Río de Janeiro)
La Organización Panamericana de Río de Janeiro es un complejo residencial inaugurado en 2007, construido especialmente para los Juegos Panamericanos 2007 .
Está ubicada en la Avenida Ayrton Senna en Jacarepaguá. Los inmuebles fueron vendidos al acabar los juegos. Hasta el 10 de mayo de 2007, el 98% de la propiedad había sido vendida. Los precios oscilan entre $ 146.000 y $ 512.000. 
Los 17 edificios que conforman la ciudad y fueron residencia de los 5.500 atletas de 42 países que participan en los juegos sumaban un costo total de $ 31.8 millones (casi 16 millones de dólares).
- Datos: Q6059437